# 스프링 어웨이크닝 (뮤지컬)
《스프링 어웨이크닝》(영어: Spring Awakening)은 록뮤지컬로, 덩컨 셰이크의 음악과 스티븐 세이터가 쓴 각본을 바탕으로 한다. 독일 극작가 프랑크 베데킨트의 연극인 《눈 뜨는 봄》(1891)이 원작이다. 해당 작품은 낙태, 동성애, 강간, 아동 학대, 자살 등을 다루어 논란이 많다. 배경은 19세기 독일이며, 청소년이 동성애로 인해 겪는 이야기를 다룬다.
원작의 기본 내용을 바탕으로 1990년대 후반부터 오프 브로드웨이로 공연이 시작되었고, 원작 브로드웨이 공연은 2006년 10월 10일에 유진 오닐 극장(Eugene O'Neill Theatre)에서 초연되었다. 작품에는 조너선 그로프, 리아 미셸, 스카일러 애스틴, 존 갤러거 주니어가 출연했고, 제작 팀은 감독 마이클 메이어(Michael Mayer)와 빌 T. 존스(Bill T. Jones)로 구성되었다.
2007년 제61회 토니상에서 11개 부문 후보에 올라 베스트 뮤지컬, 연출, 남우 조연, 작곡, 안무, 극본, 오케스트레이션, 조명 부문에서 수상하였다.

## 대한민국 공연
10대 청소년의 불안한 심리와 이를 억압하려는 기성세대의 권위의식을 그린 스프링 어웨이크닝을 대한민국에서는 뮤지컬해븐과 CJ엔터테인먼트가 라이선스로 공동제작 하여 2009년 3월 23일 제작발표회를 하고 2009년 6월 30일부터 2010년 1월 10일(250회 공연), 2011년 6월 3일부터 2011년 9월 4일까지 두 차례에 걸쳐 서울특별시 두산아트센터 연강홀에서 공연하였다.초재연 연출 김민정, 음악감독 조선아가 맡았다.

### 줄거리
명석한 두뇌를 갖고 있으나 틀 안에 자신을 가두려는 권위주의를 거부하는 주인공 멜키어는 어느 날 어릴 때부터 알고 지낸 벤들라와 점점 마음이 가까워져 호감을 느낀 나머지 자신들의 감정이 지시하는대로 행동하다가 결국은 성관계를 맺게 되고 그 이후에 발생하는 일들로 인해 그들은 어른들이 만들어놓은 세계에서 추방당하게 된다.

### 출연진
| 2009년~2010년 - 김무열 - 멜키어 역 - 주원 - 조정석 - 모리츠 역 - 김동현 - 한센 역 - 강하늘 - 에른스트 역 - 윤석원 - 게오르그 역 - 육현욱 - 오토 역 - 김유영(전성민) - 벤들라 역 - 백은혜 - 마르타 역 - 오소연 - 테아 역 - 박란주 - 안나 역 - 송영창 - 성인남자 역 - 장재호 - 성인남자 역 - 이미라 - 성인여자 역 - 이주영 - 성인여자 역 - 오연서 - 고훈정 - 나유진 - 이충주 - 이효림 - 손승원 - 김지현 | 2011년 - 윤현민 - 멜키어 역 - 정동화 - 모리츠 역 - 송상은 - 벤들라 역 - 송영창 - 성인남자 역 - 김이삭 - 일세 역 - 이준혁 - 게오르그 역 - 최재림 - 문진아 - 테아 역 - 전성우 - 에른스트 역 - 문성일 - 한센 역 - 유주혜 - 마르타 역 - 김경하 - 안나 역 - 황호진 - 오토 역 - 정재성 - 성인남자 역 - 이미라 - 성인여자 역 - 이주영 - 성인여자 역 - 이지호 - 앙상블 - 강은애 - 앙상블 |

### 수상 및 후보 목록
| 연도 | 시상식                 | 부문                | 배우      | 결과 |
| ---- | ---------------------- | ------------------- | --------- | ---- |
| 2009 | 제15회 한국뮤지컬대상  | 최우수 작품상       |           | 후보 |
| 2009 | 제15회 한국뮤지컬대상  | 베스트 외국뮤지컬상 |           | 후보 |
| 2009 | 제15회 한국뮤지컬대상  | 남우 주연상         | 김무열    | 수상 |
| 2009 | 제15회 한국뮤지컬대상  | 남우 조연상         | 조정석    | 수상 |
| 2009 | 제15회 한국뮤지컬대상  | 여우 조연상         | 이미라    | 후보 |
| 2009 | 제15회 한국뮤지컬대상  | 앙상블상            | 육동욱 외 | 수상 |
| 2009 | 제15회 한국뮤지컬대상  | 남우 신인상         | 주원      | 후보 |
| 2009 | 제15회 한국뮤지컬대상  | 여우 신인상         | 김유영    | 후보 |
| 2010 | 제4회 더 뮤지컬 어워즈 | 최우수 외국뮤지컬상 |           | 수상 |
| 2010 | 제4회 더 뮤지컬 어워즈 | 남우 조연상         | 조정석    | 수상 |
| 2010 | 제4회 더 뮤지컬 어워즈 | 남우 신인상         | 주원      | 후보 |
| 2010 | 제4회 더 뮤지컬 어워즈 | 여우 신인상         | 김유영    | 후보 |
| 2011 | 제17회 한국뮤지컬대상  | 여우 신인상         | 송상은    | 수상 |